# Laura García Benítez
Laura García Benítez (nascida em 19 de abril de 1981) é uma judoca paralímpica espanhola. Participou dos Jogos Paralímpicos de 2008 (Pequim) e Londres 2012.